# Prosoplus bougainvillei
Prosoplus bougainvillei là một loài bọ cánh cứng trong họ Cerambycidae.